# Duna World
Duna World — международная телевизионная служба Duna Média, венгерской общественной вещательной компании. В эфир выходят программы местных каналов Duna TV, а также специальные программы, ориентированные на венгерскую диаспору в Европе, Африке, Северной Америке (особенно в штатах, расположенных вблизи границы Канады с США), Австралии, Евразии (Россия, Беларусь, Армения, Казахстан, Узбекистан), а теперь и в Азиатско-Тихоокеанском регионе.
В эфире программы новостей и текущих событий, а также шоу о венгерской культуре, включая драму, музыку, фильмы и многое другое. С 12 сентября 2020 года пространство канала стало общим с M4 Sport+, услугой неполного рабочего дня, производимой дочерней станцией M4 Sport, которая выходит исключительно по выходным с 14:00 до 22:00. Сервис предоставляет трансляции венгерских спортивных событий, в частности, из Nemzeti Bajnokság I футбольного дивизиона. Он транслируется по всему миру во всех каналах Duna World, независимо от территорий, на которых он транслируется.
В новостях используются два языка, чтобы канал был доступен всем.
- Duna World